# Operational Mentoring and Liaison Team
Operational Mentoring and Liaison Teams (OMLT) war das NATO-Äquivalent der US Embedded Training Teams (ETT) und war in Afghanistan tätig.
Die OMLT waren kleine Teams (10 bis 50 Soldaten) und bestanden aus Führungskräften und Spezialisten. Sie wurden als Ausbilder und Militärberater der afghanischen Streitkräfte (ANA) eingesetzt, begleiteten und berieten die afghanischen Soldaten bei ihren Einsätzen gegen Aufständische. Eine weitere Aufgabe war, neben Begleiten und Beraten, die Koordinierung der Planung von Operationen zwischen ANA- und ISAF-Kräften. Bei gemeinsamen Operationen reichte die Unterstützung von medizinischer Evakuierung bis Luftschlägen. Neben der Afghanischen Nationalarmee arbeiteten sie noch mit verschiedenen Geheimdiensten, der Afghanischen Nationalpolizei und der Afghan Border Force zusammen. Deshalb benötigten OMLT-Mentoren eine erweiterte Sicherheitsüberprüfung mit Sicherheitsermittlungen („Ü3“).

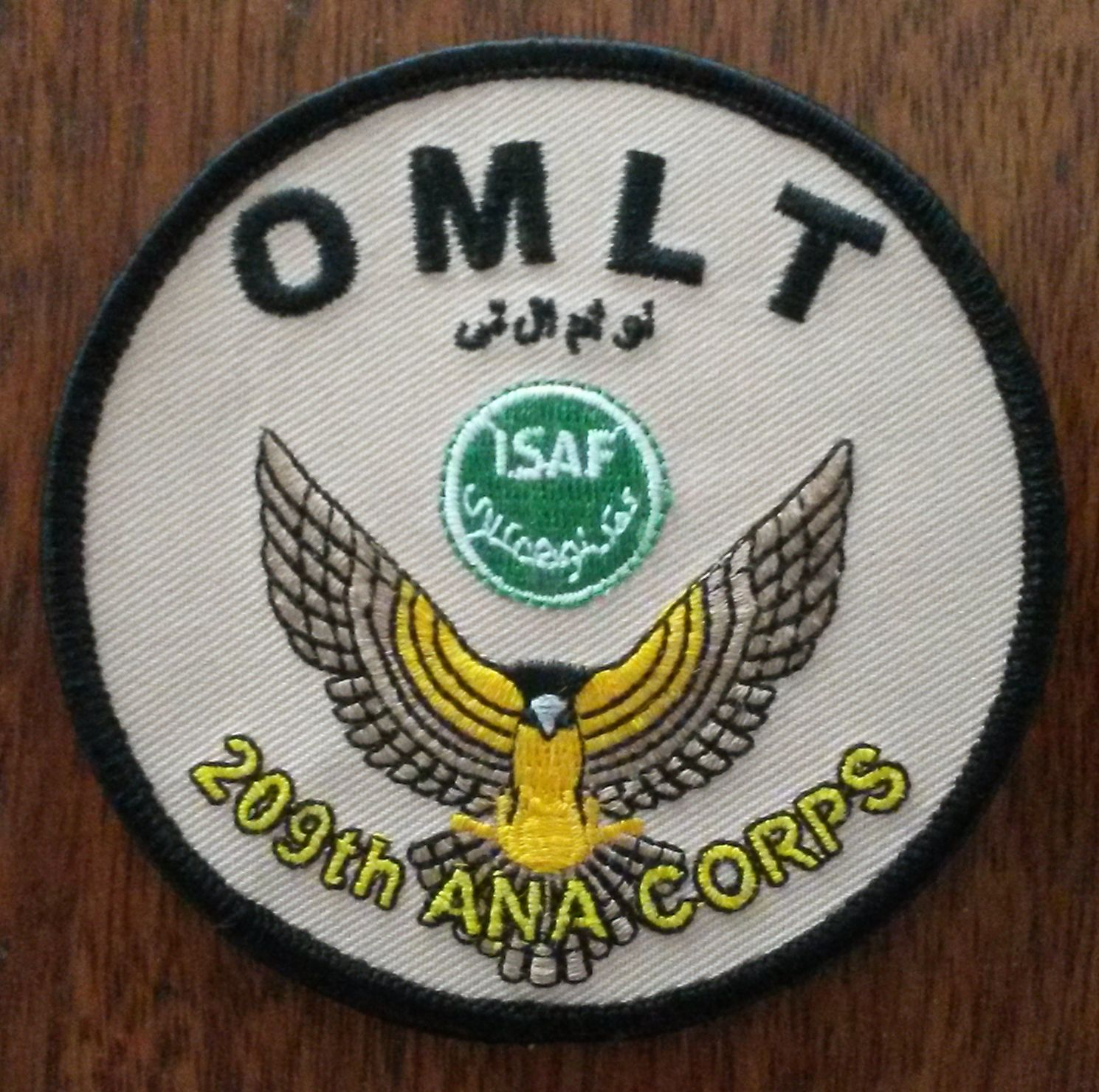
OMLT Abzeichen

## Auftrag

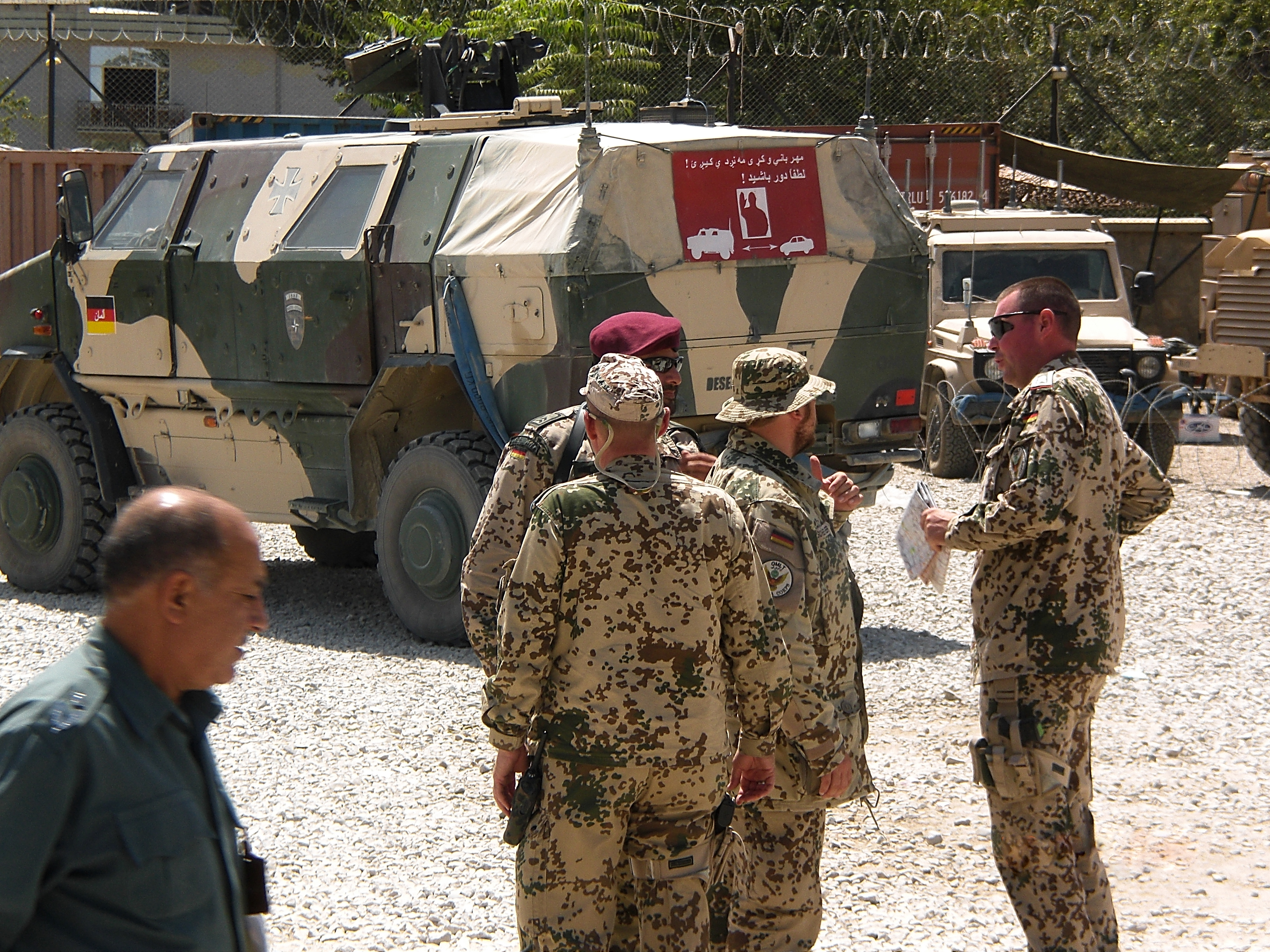
OMLT Militärberater im OCCP (Operations Coordination Center-Provincial) in Kunduz. Im OCCP gab es regelmäßig Treffen zwischen ISAF, OMLT, ANA, Geheimdienste und Afghan Border Force.

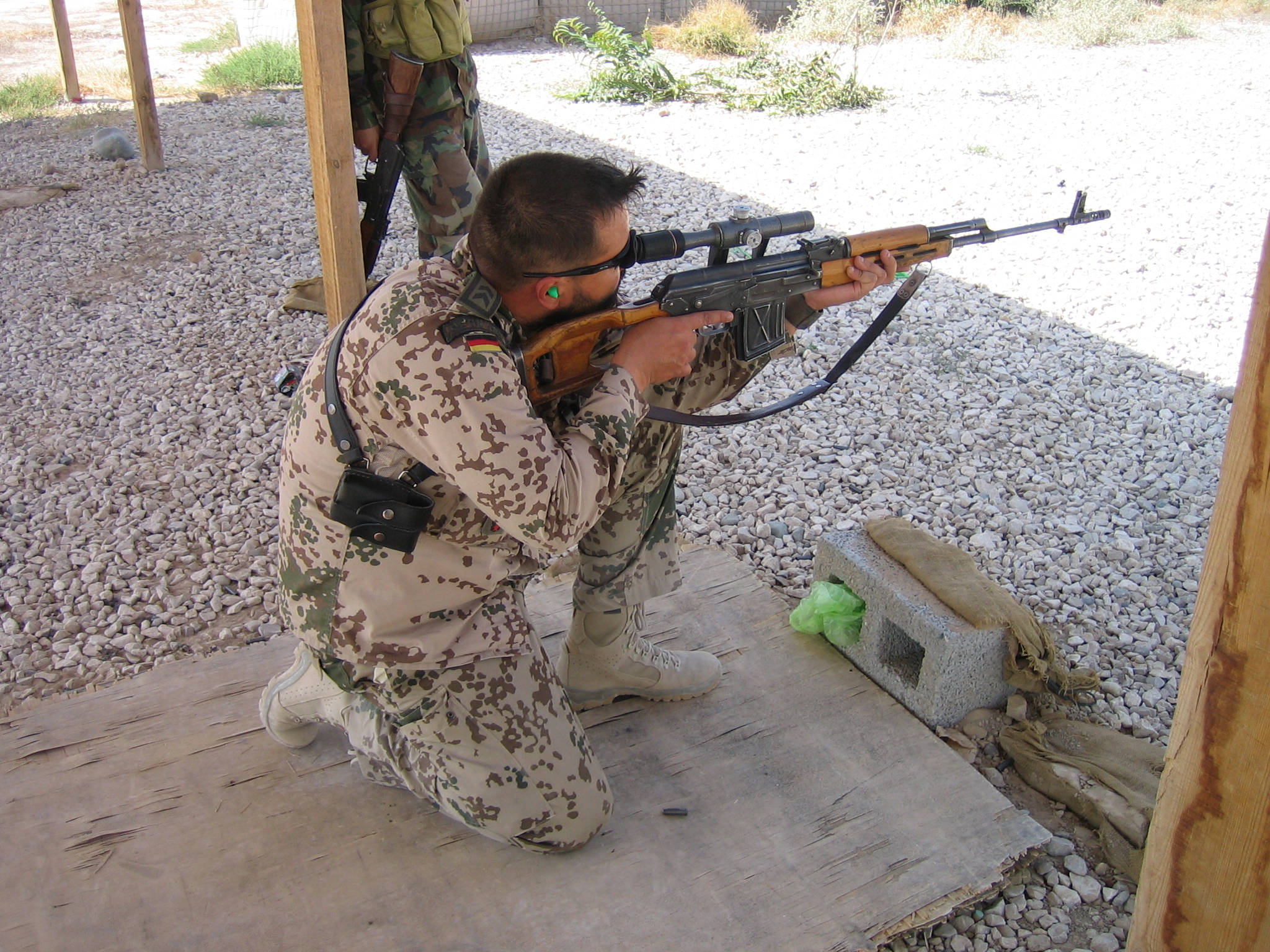
OMLT Militärberater mit einem PSL-Scharfschützengewehr (Scharfschützengewehr auf Dragunow Basis) bei der Ausbildung eines ANA-Soldaten. 2009 in Kunduz/Afghanistan

Von Juli 2006 bis 2021 bestand das afghanische nationale Armee-Trainings-Kommando (ANATC), das eng mit ISAF und dem Generalstab der ANA zusammenarbeitete.
Hauptziel der Ausbildung war, dass die ANA zukünftig selbstständig für die Sicherheit des Landes sorgen konnte. Die Bundeswehr setzte zuletzt ein Operational Mentoring and Liaison Teams (OMLT) in der nordafghanischen Stadt Masar-e Scharif ein. Vor 2013 hatte die Bundeswehr noch OMLT Teams in Kunduz und Faizabad. Der Einsatz lief bis 2014 unter ISAF, ging dann 2015 in die Folgemission Resolute Support über und endete 2021.

## Einsatz von Sprachmittlern
Die Kommunikation mit den afghanischen Einheiten fand in englischer Sprache mittels Terps (interpreter), die in der Regel nicht aus der Region kamen in der sie eingesetzt wurden, statt. Man wollte, so weit wie es geht, verhindern, dass die Terps durch Entführung von Angehörigen unter Druck geraten. Damit der Terp nicht zusätzlich in seiner Freizeit bzw. außerhalb seines Dienstes gefährdet wurde, fand die Kommunikation in der Regel über SMS statt, damit seine Funktion für die einheimische Bevölkerung nicht wahrnehmbar war. Deshalb war u. a. eine zwingende Voraussetzung für OMLT Militärberater die englische Sprache in Wort und Schrift auf B2 Niveau. Eine weitere Gefährdung der Terps bestand in der Tatsache, dass sie mit ca. 300 Dollar Lohn pro Monat weit über dem afghanischen Lohnniveau verdienten. Bei höherer Sicherheitsstufe erhöhte sich auch der Lohn nochmals deutlich. Im Vergleich dazu verdiente ein afghanischer Soldat oder Polizist nur ca. 70 bis 90 Dollar im Monat (Stand 2010).

## Ausbildungsprobleme und Desertationen
Die hohe Analphabetenquote der jungen Soldaten von bis zu 90 % war eines der Hauptprobleme bei der Ausbildung. Dies stellte die Ausbilder vor besondere didaktische Probleme. Die Ausbilder mussten zum Teil mit Figuren und Fotos arbeiten. Die meiste Zeit wurde mit Vormachen und Nachmachen oder Learning by Doing gearbeitet.
Die mäßige Entlohnung und Motivation der afghanischen Soldaten führte zum Teil zu Desertationen. In der Erntezeit erreichte die Desertationsquote teilweise bis zu 40 % bei verschiedenen Einheiten. Ein Soldat galt in der afghanischen Armee endgültig als Desertiert, wenn er zum Zahltag nicht mehr erschien. Neben der „normalen“ Desertion gab es noch das Überlaufen zur Gegenseite. Dieses Überlaufen hatte mehrere Gründe. Zum Teil wurden die Soldaten oder deren Angehörige unter Druck gesetzt oder die Gegenseite zahlte für einen gut ausgebildeten Soldaten deutlich mehr Sold. Ein afghanischer Soldat erhielt ca. 70 bis 90 Dollar Sold im Monat. (Stand 2010)
Ein weiteres Problem waren auch die verschiedenen Rechtsauffassungen der afghanischen Armee, Polizei und Afghan Border Force (ABF) im Vergleich zu den westlichen Beratern. Diese liefen oftmals nicht konform mit westlichen Werten bzw. Gesetzen. Bei „robusten“ Verhören kam es regelmäßig zu psychischer sowie physischer Gewalt bis hin zur Folter. Die Misshandlung von Häftlingen bzw. Taliban Kämpfern waren an der Tagesordnung. Auch dies war ein Grund, weshalb die afghanische Armee und Polizei eine Hauptzielscheibe für Anschläge der Taliban und anderer Aufständischer waren. Die Problematik war, dass westliche Polizei und Militärberater keine direkte Befehlsgewalt in den jeweiligen Einheiten hatten. Diese wurde ausschließlich von afghanischen Unteroffizieren oder Offizieren ausgeübt.
Die Todes/Verlustrate bei Gefechten war unter den afghanischen Soldaten im Vergleich zu ISAF Soldaten signifikant höher. Die hohen Verluste sind zum Teil auch auf den Drogenkonsum innerhalb der afghanischen Armee zurückzuführen, welche den betroffenen Soldaten seine militärische Ausbildung vergessen ließ. Laut einer französischen Militärstudie wurde angenommen, dass über 50 % der afghanischen Soldaten Drogen konsumiert haben.

## Operationen & Gefechte (Auswahl)

Distrikte in der Provinz Kundus (Stand 2005).Char Dara südwestlich von Kundus

Distrikte südlich der Provinzen Chahar Dara und Aliabad

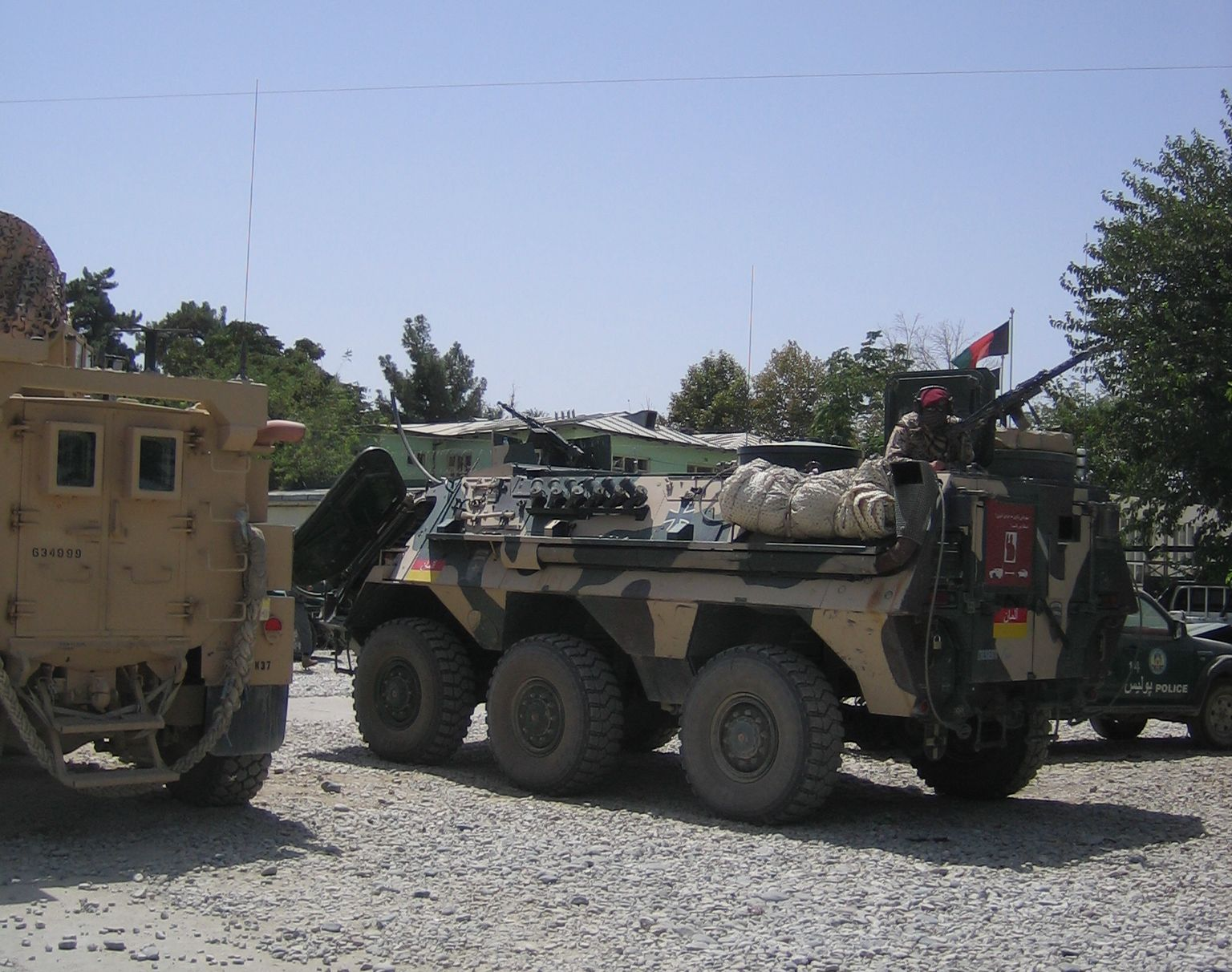
OMLT Fuchs Panzer bei der Sicherung des OCCP in Kunduz während der Wahl 2009

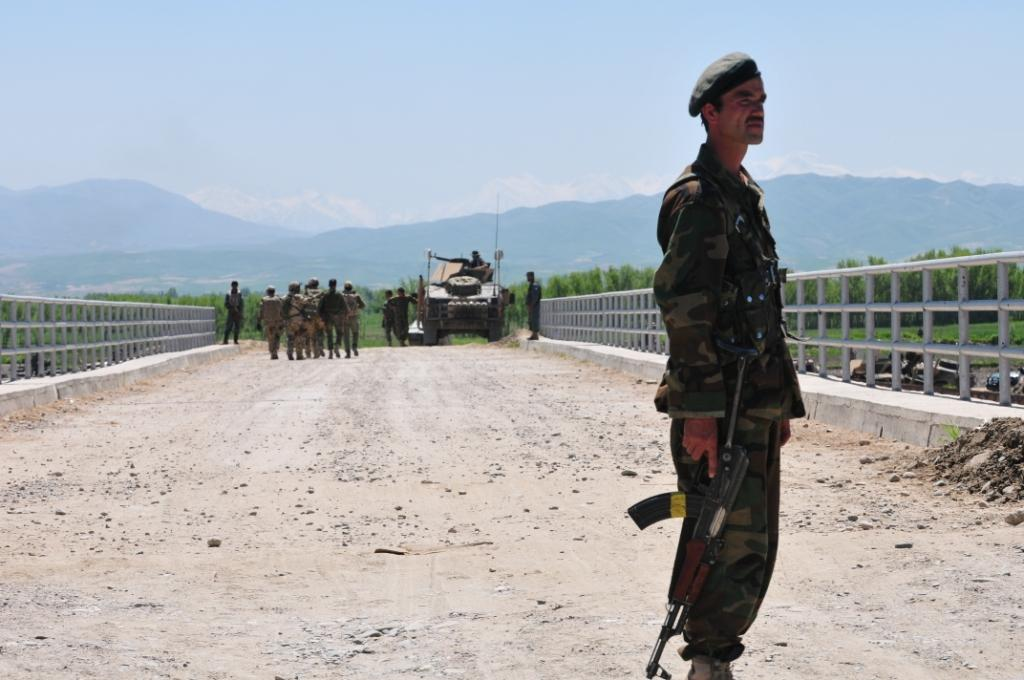
Kuk Chenar Brücke, die während der Operation Taohid von den Alliierten erobert wurde.

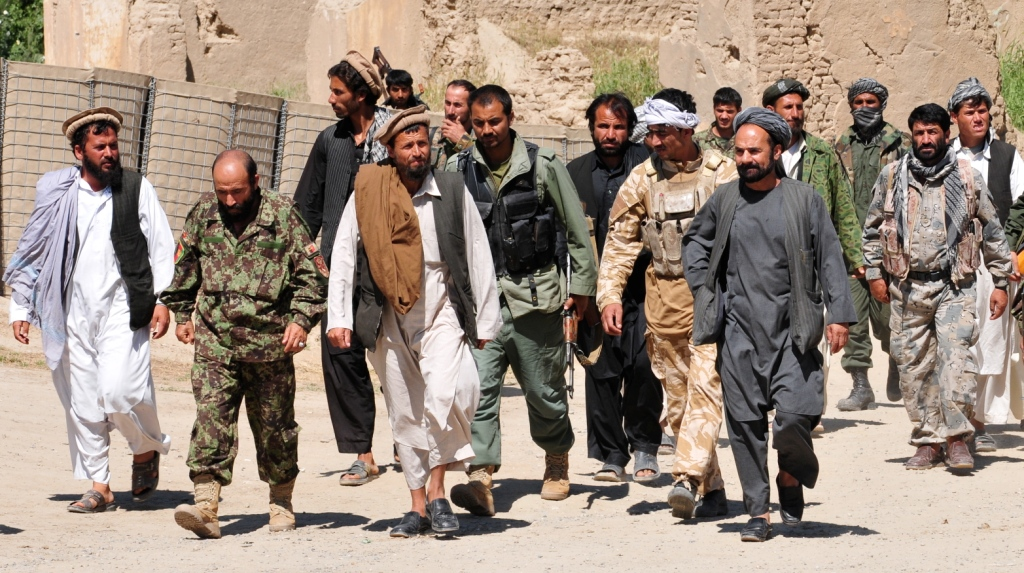
Taliban-Kämpfer ergeben sich während der Operation Taohid.

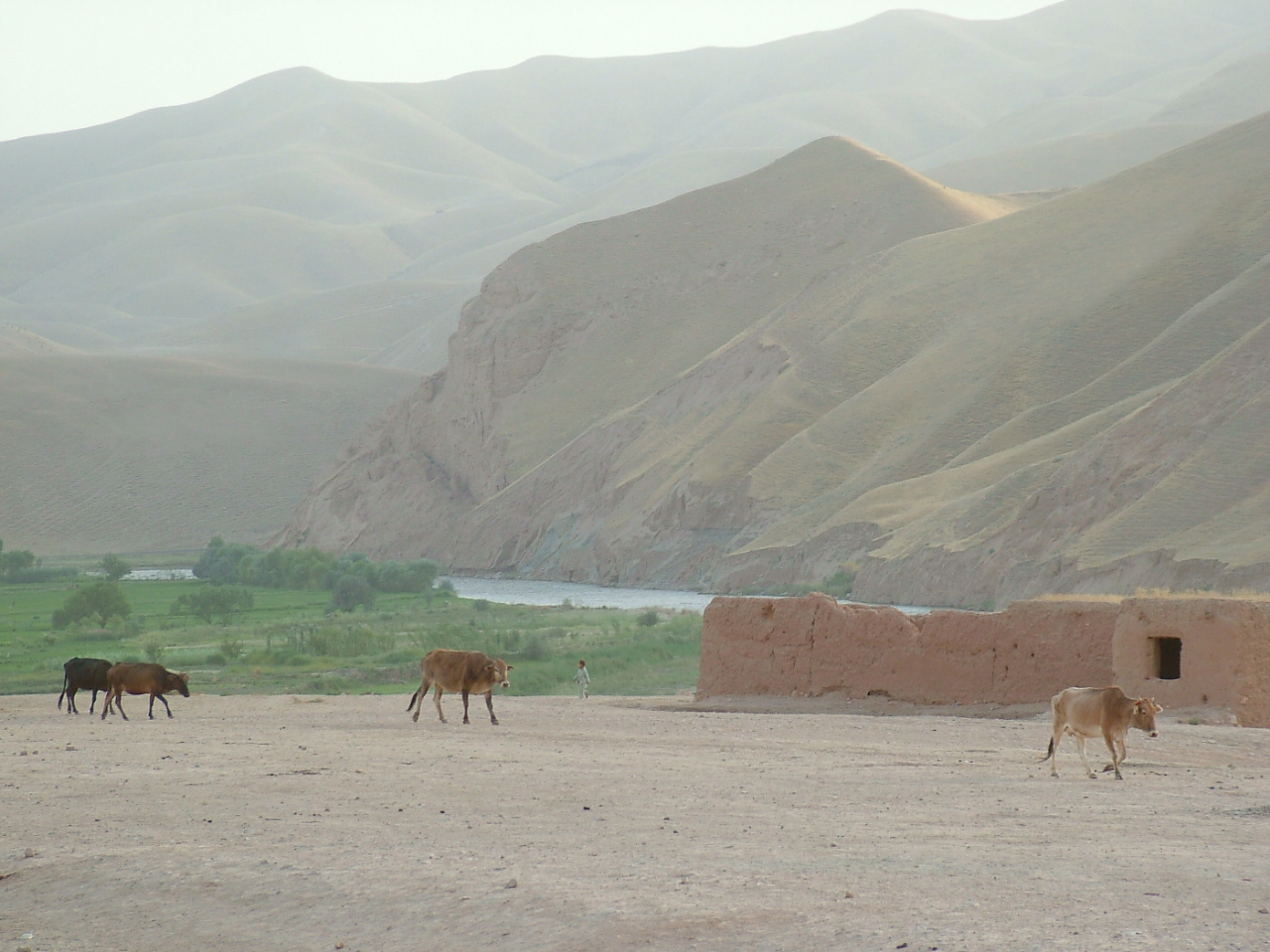
Das Umland von Kunduz, in dem 2009/2010 fast täglich heftige Kämpfe stattfanden

### Char Dara Offensive 2008
Am 19. Juli 2008 gerieten OMLT und Afghanische Soldaten in einen Hinterhalt, ausgelöst durch Sprengfallen und RPG Beschuss. Es entwickelte sich daraufhin das erste längere Feuergefecht der Bundeswehr in Afghanistan. Ursprünglich war für die Operation vier Tage vorgesehen. Durch die starke Gegengenwehr der Taliban verlängerte sich die Operation auf zwei Wochen. Im Zuge dieser Operation konnte die Höhe 431 besetzt werden, von wo die Aufständischen immer wieder das deutsche Feldlager beschossen. Die Bundeswehr passte aufgrund dieses Gefechtes die Rules of Engagement daraufhin an, dass Bundeswehrsoldaten nun auch präventiv die Schusswaffe bei einem bevorstehenden Angriff einsetzen konnten. Dahingehend verkürzte und vereinfachte die Bundeswehr die dementsprechende Taschenkarte.

### Erste und zweite Schlacht von Kakarak
Die erste und zweite Schlacht von Kakarak wurde in der Nähe des Dorfes Kakarak im Bezirk West Dorafshan in der Provinz Urusgan am 16. März 2009 und 12. April 2009 ausgetragen. Die Kämpfe fanden zwischen australischen Streitkräften der 1. Mentoring and Reconstruction Task Force (MRTF-1), Operational Mentoring and Liaison Team (OMLT), ANA-Streitkräften und Taliban-Kämpfern statt, wobei das Gebiet als einer der letzten Taliban-Außenposten in der Region angesehen wurde.

### Operation Sahda Ehlm
Am 7. Juni 2009 wurden in Chahar Darreh im Rahmen der Operation Sahda Ehlm zwei deutsche Soldaten angeschossen. Außerdem wurden ein Aufständischer getötet und zwei verwundet. Bei weiteren Gefechten erlitten die Aufständischen Verluste in Höhe von 7 Toten und 14 Verwundeten. Am 15. Juni gegen 10:50 Uhr wurde eine Patrouille der afghanischen Armee zusammen mit Soldaten eines belgischen Verbindungsteams (OMLT) nordwestlich des PRT Kunduz beschossen. In dem sich anschließenden Gefecht setzten die Afghanen Luftnahunterstützung ein. Als deutsche und afghanische Verstärkungskräfte eintrafen, konnte der Gegner zum Ausweichen gezwungen werden. Im Verlauf des Gefechts wurden zwei afghanische Soldaten getötet und zwei weitere verletzt. Die Angreifer hatten fünf Tote und vier Verletzte.

### Präsidentschaftswahl 2009
Am Wahltag, dem 20. August 2009 sicherten u. a. deutsche OMLT Soldaten und Mitarbeiter eines privaten Sicherheits- und Militärunternehmen das OCCP (Operations Coordination Center-Provincial) in Kunduz und gerieten unter Beschuss. Es gab keine Ausfälle.

### Karfreitagsgefecht
Am 2. April 2010 kam es zum sogenannten Karfreitagsgefecht der Bundeswehr. Im PHQ an der LOC (Line of communication) Kamins im Distrikt Charah Darrah kämpften OMLT Soldaten gemeinsam mit afghanischen Soldaten des 209th ANA Corps. Dabei fielen sechs, von OMLT trainierte, afghanische Soldaten des 209th ANA Corps.

### Operation Taohid
Am 15. April 2010 waren deutsche und belgische Soldaten (OMLT Kunduz) bei Baghlan im Rahmen der Operation Taohid II auf Patrouille. Dieser Großeinsatz war nach einer tagelangen Pause am Tag zuvor wieder angelaufen. Bei der Überquerung einer Brücke („Dutch Bridge“) bei Kuk Chenar durch Einheiten der afghanischen Armee und deren OMLT Ausbildern kam es zu einem Anschlag und einem Feuergefecht, bei dem drei deutsche OMLT Soldaten fielen und mehrere zum Teil schwer verwundet wurden. Die gefallenen OMLT´ler stammten aus der Unteroffizierschule des Heeres in Weiden in der Oberpfalz und aus dem Gebirgspionierbataillon 8 in Ingolstadt.
Der daraufhin in Marsch gesetzte bewegliche Arzttrupp wurde vier Stunden später circa acht Kilometer nördlich des Regionalen Wiederaufbauteams (Provincial Reconstruction Team) Pol-e Chomri (rechts auf Karte: Puli Khumri) mit Hand- und Panzerabwehrwaffen sowie vermutlich mit Mörsern beschossen. Dabei wurde das Fahrzeug des beweglichen Arzttrupps getroffen. Eine Granate detonierte im hinteren Teil des geschützten Sanitätsfahrzeugs vom Typ Yak und tötete den Oberstabsarzt Thomas Broer vom Bundeswehrkrankenhaus Ulm.

### Operation Halmazag
Operation Halmazag (Dari für „Blitz“) war eine von der Bundeswehr geleitete Offensivoperation von Truppen der afghanischen Sicherheitskräfte (Armee, Polizei, Geheimdienst) in enger Zusammenarbeit mit ISAF und Operational Mentoring and Liaison Team (OMLT) in der Provinz Kundus vom 31. Oktober bis 4. November 2010. Die Operation Halmazag sollte den Aufbau eines ISAF-Außenpostens nahe der Ortschaft Quatliam im Distrikt Char Darah vorbereiten. Halmazag war hinsichtlich der Etablierung des Außerposten erfolgreich. Es handelte sich um die erste deutsche Offensive seit dem Zweiten Weltkrieg. Medienberichte sprechen von bis zu 27 zivilen Opfern.

## Gefallene deutsche OMLT Soldaten
- Major Jörn Radloff (38), Mentor, Unteroffizierschule des Heeres, Standort Weiden in der Oberpfalz
- Hauptfeldwebel Marius Dubnicki (32), Mentor, 1./GebPiBtl 8 (Gebirgspionierbataillon), Standort Ingolstadt
- Stabsunteroffizier Josef Kronawitter (24), Kampfmittelräumer, 2./GebPiBtl 8 (Gebirgspionierbataillon), Standort Ingolstadt[19] Sein Name ist auf dem Kriegerdenkmal in Untergriesbach an der Bundesstraße 388 ⊙ zu finden.[20]

Alle drei Soldaten fielen im Rahmen der Operation Taohid II am 15. April 2010. Der 15. April 2010 war mit insgesamt 4 gefallenen Soldaten, nach dem Hubschrauberabsturz am 21. Dezember 2002 nahe Kabul mit 7 Toten und mit dem Selbstmordattentat 2003 in Kabul der zweitverlustreichste Einsatztag der Bundeswehr (Stand 2019). Allen drei OMLT Soldaten wurden posthum die Bundeswehr ISAF und die NATO ISAF Medaillen verliehen.

## Aufstellung
Folgende Länder stellten eigene komplette OMLT Teams:
- Australien
- Deutschland
- Frankreich
- Vereinigtes Königreich von Großbritannien und Nordirland
- Italien
- Schweden
- Vereinigte Staaten

Folgende Länder stellten vereinzelte Soldaten für OMLT Teams anderer Länder:
- Belgien
- Bulgarien
- Finnland
- Kanada
- Kroatien
- Lettland
- Nordmazedonien
- Niederlande
- Norwegen
- Polen
- Rumänien
- Serbien
- Slowenien (15 OMLT Soldaten)
- Spanien
- Tschechien (8 OMLT Soldaten)
- Ungarn

## Standorte deutscher OMLT Teams in Afghanistan

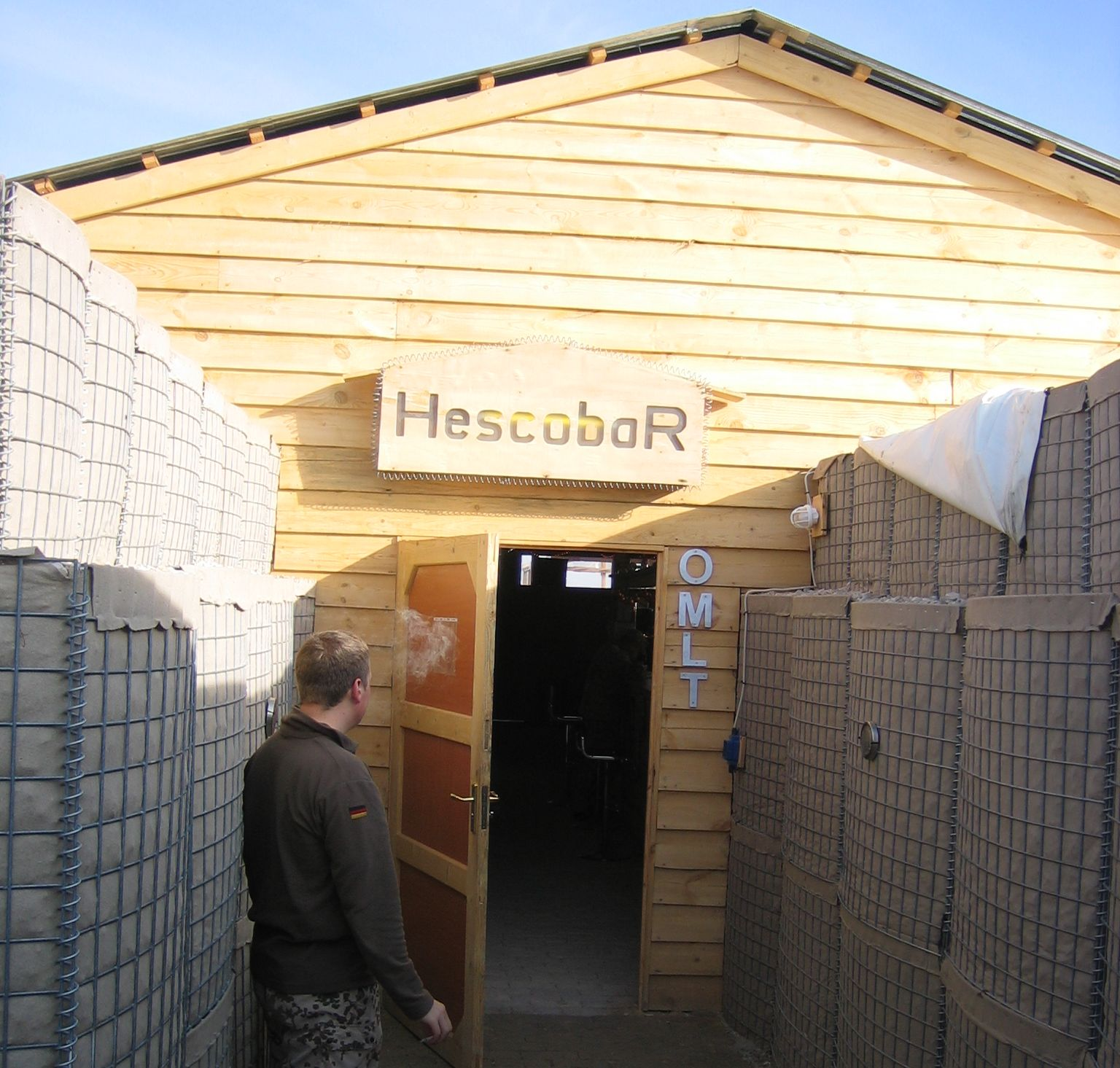
OMLT-Bar

| Bezeichnung        | Ort             | Zeitraum             |
| ------------------ | --------------- | -------------------- |
| Feldlager Kunduz   | Kunduz          | bis 19. Oktober 2013 |
| Feldlager Faizabad | Faizabad        | bis Oktober 2012     |
| Camp Marmal        | Masar-e Scharif | bis 29. Juni 2021    |